# 樟蔭東短期大学
樟蔭東短期大学（しょういんひがしたんきだいがく、英語: Shoinhigashi Junior College）は、大阪府東大阪市若江西新町3-1-8に本部を置いていた日本の私立大学である。1966年に設置され、2015年に廃止された。大学の略称は樟蔭東。

## 概観

### 大学全体
- 大阪府東大阪市に所在した日本の私立短期大学で、設置主体は学校法人樟蔭東学園[注釈 2]。
- 1937年創立の樟蔭女子専門学校に始まり、1966年に樟蔭東女子短期大学として開学。生活学科2専攻のみの短大であったが、多彩なコースが用意されていた。
- 2012年に男女共学となるも、その翌年度の入学生を最後に[注釈 2]、2015年に短期大学としての使命を終える[注釈 3]。
- 大阪樟蔭女子大学や大阪樟蔭女子大学短期大学部と同じ「樟蔭」という漢字が使われているが別扱いであった[7]。

### 建学の精神（校訓・理念・学是）
- 樟蔭東女子短期大学の学是は「謙譲・礼節」となっていた。

### 教育および研究
- 樟蔭東女子短期大学は、「生活学」を基盤に服飾・食物・福祉・ビジネスなどの各分野に応じた科目が用意されていたのが特徴である。

### 学風および特色
- 樟蔭東女子短期大学は生活学科が設置されているが、これは高い教養と豊かな情操に富んだ品位ある家庭婦人の育成をねらいに設置されたものとなっている

## 沿革
- 1951年
  - 3月14日 学校法人が成立する[8]。
- 1966年
  - 1月25日 左記を以て文部省[注 2]より短期大学の設置が認可される[注 3]。
- 1966年
  - 4月1日 樟蔭東女子短期大学が以下の学科体制にて開学[注 4]。
    - 家政科 入学定員80名[注 5]

  - 5月1日 学生数[13]/定員
    - 家政科 126[注釈 4]/80
- 1967年
  - 5月1日 学生数[14]/定員
    - 家政科 281[注釈 4]/160
- 1985年
  - 5月1日 学生数[15]/定員
    - 家政科 316[注釈 4]/160
- 1986年
  - 4月1日 家政科の入学定員を80→160に増員[注 6]。
  - 5月1日 学生数[20]/定員
    - 家政科 355[注釈 4]/240
- 1987年
  - 5月1日 学生数[21]/定員
    - 家政科 399[注釈 4]/320
- 1992年
  - 5月1日 学生数[注 7]/定員
    - 家政科 488[注釈 4]/320
- 1997年
  - 4月1日 家政科を生活学科と改称[24]。
  - 5月1日 学生数[25]/定員
    - 生活学科 241[注釈 4]/320
- 1998年
  - 5月1日 学生数[26]/定員
    - 生活学科 253[注釈 4]/320
- 1999年
  - 5月1日 学生数[27]/定員
    - 生活学科 175[注釈 4]/320
- 2000年
  - 4月1日 家政科の入学定員を160→120に減員[注 8]。
- 2004年
  - 4月1日 児童保育コース保育士養成クラスを設置[32]。
- 2006年
  - 4月1日 製菓衛生師コースを設置。
- 2007年
  - 4月1日 生活学科を以下の通り専攻分離する[注 9]。
    - 生活学専攻 入学定員70名
    - 保育学専攻 入学定員50名
- 2012年
  - 4月1日 この年度における出来事を以下、列挙する[注 10]。
    - 樟蔭東短期大学に改称、男女共学となる。

  - 4月1日 生活学科における以下の専攻課程については、この年度で学生募集を最終とする[注 11]。
    - 生活学専攻
- 2013年
  - 4月1日 この年度で短期大学としての学生募集を最終とする[注釈 2]。
- 2015年
  - 8月31日 左記をもって正式に廃止となる[注釈 3]。

## 基礎データ

### 所在地
- 大阪府東大阪市若江西新町3-1-8[注釈 1]

### 象徴
- 右記資料も参照のこと[注 12]。

## 教育および研究

### 組織

#### 学科
- 生活学科
  - 生活学専攻 入学定員70名[注 13]
    - 「服飾・インテリア」・「製菓衛生師」・「医療福祉・心理」・「人間生活総合」・「ビジネス情報」の各コースからなり、基本的にはいずれかのコースに所属することになるが、他コースからの専門科目を選択して履修することもできた[41]。

  - 保育学専攻 入学定員50名[注 14]

##### 設置計画のあった専攻課程
- 生活学科
  - 福祉学専攻[注 15]

#### 専攻科
- なし

#### 別科
- なし

#### 取得資格について
資格
- 保育士資格：保育学専攻にて取得できるようになっていた[41]。

受験資格
- 製菓衛生師：生活学専攻製菓衛生師コースに所属する必要があった[41]。
- 中学校教諭二種免許状（家庭）[注 16]かつて生活学専攻服飾・インテリアコースに設置されていた[41]。
- 幼稚園教諭二種免許状：2007年度より保育学専攻にて取得できるようになっていた。

#### 附属機関
- 図書館が学内にあった[41]。

### 研究
- 『樟蔭東女子短期大学研究論集』[44]

## 学生生活

### 部活動・クラブ活動・サークル活動
- 樟蔭東女子短期大学は、小規模である故にクラブ活動の組織数は至って少ないものとなっている。体育系ではバスケットボール・テニス、文化系では茶道・箏曲などがあった[41]。

### 学園祭
- 学園祭は、学名の一部である漢字から頭文字をとって「樟祭」と命名され、毎年概ね10月に行われていた[41]。

## 施設

### キャンパス
- 当時の交通アクセス：近鉄奈良線八戸ノ里駅[45]。
- キャンパス内には学園のシンボルである樟が植えられていた。

### 学生食堂
- 「短大記念館」と称した建物内にあった。

## 対外関係

### 系列校
- 樟蔭東中学校・高等学校

## 社会との関わり
- 「保育福祉センター」が学内にあり、地域の人々に対する子育て支援を行なっていた。

## 卒業後の進路について

### 編入学・進学実績
- これまでの実績では奈良女子大学・京都橘大学・種智院大学・大阪国際大学・大阪産業大学・大阪樟蔭女子大学・大阪商業大学・梅花女子大学・芦屋大学・天理大学・広島女学院大学・大阪城南女子短期大学専攻科などがある[41]。